# Atbasar
Atbasar (in kazako Атбасар; in russo Атбасар) è una cittadina del Kazakistan situata nella regione di Aqmola, a nord-ovest della capitale Astana, ed è capoluogo del distretto omonimo.

## Storia
La città è nata nel 1846 come insediamento cosacco, chiamata Atbassarskaja (Атбасарская). Nel 1892 la città prese il nome attuale.
Atbasar fu uno dei luoghi di detenzione degli italiani di Crimea, deportati da Kerč' durante l'ultimo conflitto mondiale.

## Infrastrutture e trasporti
La città è servita da un piccolo aeroporto civile, situato 5 km a nord dell'insediamento.